# Les Chiens Perrins
Les Chiens Perrins constituent un récif submergé à marée haute situé au nord-ouest de l'Île d'Yeu, face à la Pointe du But. Ils font partie des « naufrageurs » de l'île, avec ceux de Basse Flore et de Grand Champ. En effet, les courants marins arrivant au nord de Basse Flore créent un remous permanent, ce qui rend l’endroit particulièrement dangereux pour les navigateurs. La liste des navires qui s’y sont brisés et celle des marins qui y ont perdu la vie sont longues et malheureusement inévitables. Les sauvetages en mer y sont assez fréquents.

## Les naufrages
Depuis le Moyen Âge, le récif fut la cause d'innombrables naufrages.
XVIIIe siècle

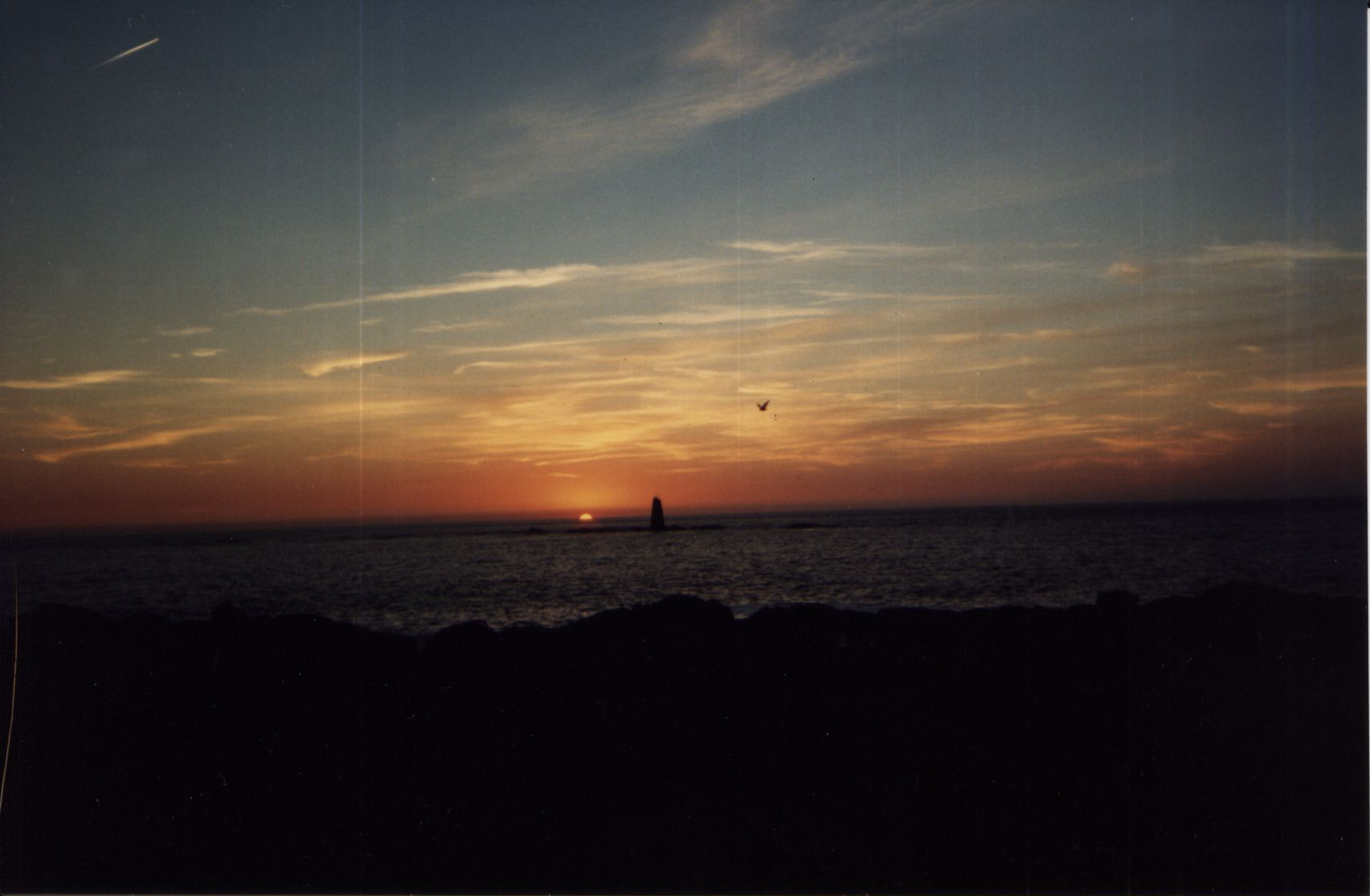
Les Chiens Perrins en 1990.

- Le David, navire du roi, pourtant piloté par un marin de l'île. 30 survivants sur les 137 hommes d'équipage[3] ;
- Le Royal Louis (17 octobre 1772)[4] ;
- Le Jeune Louis (7 janvier 1791) navire négrier de 3 mâts[5] ;
- le Conseil de Flandres (20 octobre 1784), navire négrier, sombré sur le Grand Champ[6].

XIXe siècle.
La liste des naufrages est fort longue. À titre d'exemple, notamment au cours de la deuxième moitié du XIXe siècle :
- L’Active, (4 janvier 1827), barque à voile, avec la mort de ses 80 hommes d'équipage. À suite de ce drame, il a été décidé de construire le Phare de la Petite Foule[8] ;
- La Ville de Montaigu (20 septembre 1827), brick à voile[9] ;
- L’Undine (26 février 1857), navire anglais, sombré[10] ;
- l'Elderra le 31 janvier 1862, un trois-mâts espagnol ;
- le Danzig (3 avril 1867), cargo-vraquier anglais, échoué et renfloué[11] ;
- le Grand-Vaillant (1867) ;
- l'Actif (11 mars 1869), navire à voile transportant des pierres à bâtir[12] ;
- l'Excelsior (13 mars 1870), bateau à vapeur anglais[13] ;
- le Huron, britannique, (16 mars 1875) navire à voile[14];
- Le Bordeaux (27 décembre 1875), cargo-vraquier hollandais[15] ;
- La Mathilde (3 avril 1878), un seul survivant sur les 17 hommes d'équipage[1],[16].

XXe siècle

USS Tenadores.

- Le Chile, (29 janvier 1917), cargo-vraquier chilien, échoué[17] ;
- Le Tenadores, cargo mixte transatlantique américain passagers/marchandises (28 décembre 1918) échoué sur Basse Flore en raison de la brume, confondant la corne de brume de la Pointe du But pour un autre navire[18],[19] ;
- Le Floris (27 octobre 1924), cargo-vraquier, échoué[20] ;
- l’Artha (8 janvier 1933), chalutier ayant échoué[21] ;
- l’Arta (1935), chalutier, naufrage à l'Anse des Broches[22].
- La Canadienne (30 mars 1941), une pinasse de Saint-Gilles-Croix-de-Vie. Le bâtiment, drossé par des vagues déferlantes, vint probablement se briser sur les récifs, provoquant la mort de six marins[23],[24] ;
- Le Furtet (1950), sombré[25] ;
- Le Fureteur (13 mars 1951), bateau de pêche de La Rochelle, perdu aux Trupailles en raison de la tempête, aucun survivant[26].

XXIe siècle
- Un bateau de plaisance drossé sur les rochers (20 juillet 2010) où les cinq personnes à bord ont pu se réfugier sur la tourelle[27],[28].
- Voilier néerlandais échoué sur les rochers (4 juin 2014)[29].

## La tourelle-balise

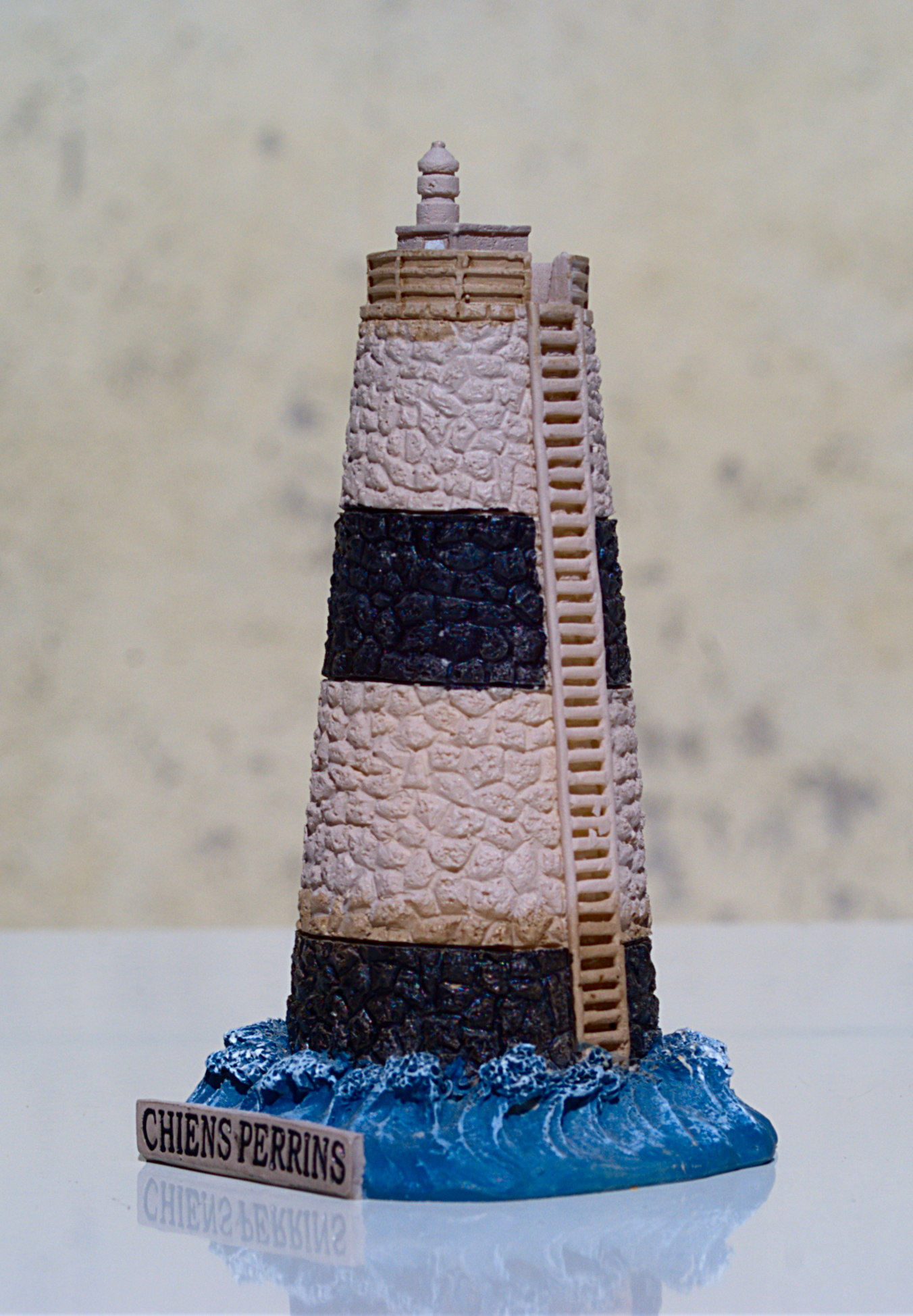
Miniature de la tourelle-balise des Chiens Perrins.

La décision d'édifier une tourelle-balise a été prise à la suite du naufrage de la Mathilde en 1878. L'ouvrage construit au milieu du récif mesure 19 mètres de haut et est de marque cardinale ouest (jaune-noir-jaune).
La balise a fonctionné au gaz propane à partir de 1935. Elle a été, par la suite, électrifiée pour une portée de 7 milles pour le secteur blanc et de 4 milles pour le secteur vert.